# 아나스 모스타파
아나스 모스타파(أنس محمود, Anas Mostafa, 1990년 11월 1일 ~)는 이집트의 플뢰레 펜싱 선수이다. 2012년 하계 올림픽에서 그는 남자 플뢰레 개인전과 단체전에 출전하였다. 그러나, 그는 개인전 64강에서 팀동료 타렉 아야드에 5-15로 패하며 탈락하였고, 단체전도 8강 진출에 실패하였다.